# 赫里霍里夫卡 (霍羅爾市鎮)
49°46′37″N 33°6′50″E / 49.77694°N 33.11389°E
赫里霍里夫卡（烏克蘭語：Григорівка），是烏克蘭中部波爾塔瓦州盧布尼區霍羅爾市鎮的村落。距離特雷佳科韋1.5公里，海拔高度131米，2001年人口33。